# دانیل واسلا
دانیل واسلا (انگلیسی: Daniel Vasella؛ زادهٔ ۱۵ اوت ۱۹۵۳) کارآفرین، پزشک و مدیر ارشد اجرایی سوئیسی است، که اکنون به‌عنوان رئیس هیئت مدیره شرکت نوارتیس فعالیت می‌کند.